# فاخندورف
فاخندورف (به آلمانی: Vachendorf) یک شهر در آلمان است که در بایرن واقع شده‌است.

## خصوصیات
فاخندورف ۹٫۹۶ کیلومترمربع مساحت دارد ۵۸۱ متر بالاتر از سطح دریا واقع شده‌است.